# Forenede Gruppeliv
Forenede Gruppeliv (FG) administrerer gruppelivsforsikringer for en række danske virksomheder, organisationer og pensionskasser.